# Gottfriedsreuth
Gottfriedsreuth (auch Göpfersreuth genannt) ist ein Gemeindeteil der Stadt Schwarzenbach an der Saale im Landkreis Hof (Oberfranken, Bayern). Die Gemarkung Gottfriedsreuth liegt teils auf dem Gemeindegebiet von Konradsreuth, teils auf dem Gemeindegebiet von Schwarzenbach an der Saale. Sie hat eine Fläche von 5,892 km² und ist in 221 Flurstücke aufgeteilt, die eine durchschnittliche Fläche von 26659,60 m² haben. In ihr liegen neben dem namensgebenden Ort die Gemeindeteile Engel, Gläsel, Höferberg und Wölbersbach.

## Geografie
Das Dorf liegt noch erkennbar in einer Rodungsinsel auf einem Höhenzug des Frankenwaldes. Die Kreisstraße HO 10 führt nach Oberpferdt (1,5 km nördlich) bzw. nach Fletschenreuth (2,2 km östlich). Eine Gemeindeverbindungsstraße führt nach Wölbersbach zur Kreisstraße HO 25 (1,9 km südwestlich). Ein Anliegerweg führt nach Höferberg (0,3 km südlich).

## Geschichte
Gottfriedsreuth lag an der Altstraße zwischen Münchberg und Hof. Laut dem Hennebergischen Lehensverzeichnis von 1317 wurden zwei Höfe der Familie von Hirschberg auf Ebnath als Reichslehen übertragen. Weitere Besitzer im Ort waren hauptsächlich das Hofer Hospital und mit einem Hof die Familie von Kotzau auf Fattigau. Gegen Ende des 18. Jahrhunderts bestand Gottfriedsreuth aus sieben Anwesen. Die Hochgerichtsbarkeit sowie die Dorf- und Gemeindeherrschaft hatte das bayreuthische Stadtvogteiamt Hof. Grundherren waren das Hospitalamt Hof (4 Anwesen) und das Kastenamt Hof (1 Anwesen) und die Fürsten Schönburg-Waldenburg (2 Anwesen).
Von 1797 bis 1810 unterstand Gottfriedsreuth dem Justiz- und Kammeramt Hof. Nachdem im Jahr 1810 das Königreich Bayern das Fürstentum Bayreuth käuflich erworben hatte, wurde der Ort bayerisch. Infolge des Ersten Gemeindeedikts wurde Gottfriedsreuth dem 1812 gebildeten Steuerdistrikt Martinsreuth zugewiesen. Zugleich entstand die Ruralgemeinde Gottfriedsreuth mit den Orten Engel, Gläsel, Höferberg, Tennenreuth und Wölbersbach. Sie war in Verwaltung und Gerichtsbarkeit dem Landgericht Hof zugeordnet und in der Finanzverwaltung dem Rentamt Hof (1919 in Finanzamt Hof umbenannt). Ab 1862 gehörte Gottfriedsreuth zum Bezirksamt Hof (1939 in Landkreis Hof umbenannt). Die Gerichtsbarkeit blieb beim Landgericht Hof (1879 in Amtsgericht Hof umgewandelt). 1964 hatte die Gemeinde eine Gebietsfläche von 5,890 km². Im Zuge der Gebietsreform in Bayern wurde die Gemeinde Gottfriedsreuth am 31. Dezember 1976 aufgelöst: Engel, Gläsel und Wölbersbach wurden nach Konradsreuth eingemeindet, Gottfriedsreuth und Höferberg nach Schwarzenbach an der Saale.

### Ehemaliges Baudenkmal
- Haus Nr. 3: Zweigeschossiges Wohnstallhaus des 18. Jahrhunderts mit Krüppelwalmdach. Drei zu sieben Obergeschossfenster. Profilierte, geohrte Fenster- und Türrahmung.[12]

### Einwohnerentwicklung
Gemeinde Gottfriedsreuth
| Jahr      | 1819  | 1840   | 1852   | 1855   | 1861   | 1867   | 1871   | 1875   | 1880   | 1885   | 1890   | 1895   | 1900   | 1905   | 1910   | 1919   | 1925   | 1933   | 1939   | 1946   | 1950   | 1952   | 1961  | 1970   |
| Einwohner | 191   | 206    | 205    | 210    | 209    | 207    | 211    | 210    | 213    | 196    | 174    | 169    | 161    | 184    | 175    | 193    | 166    | 151    | 119    | 188    | 158    | 141    | 120   | 122    |
| Häuser    |       |        |        |        |        |        | 30     |        |        | 30     | 29     |        | 28     |        |        |        | 26     |        |        |        | 27     |        | 26    |        |
| Quelle    | [ 8 ] | [ 14 ] | [ 14 ] | [ 14 ] | [ 15 ] | [ 16 ] | [ 17 ] | [ 18 ] | [ 19 ] | [ 20 ] | [ 21 ] | [ 14 ] | [ 22 ] | [ 14 ] | [ 23 ] | [ 14 ] | [ 24 ] | [ 14 ] | [ 14 ] | [ 14 ] | [ 25 ] | [ 14 ] | [ 9 ] | [ 26 ] |

Ort Gottfriedsreuth
| Jahr      | 1799  | 1819  | 1861   | 1871   | 1885   | 1900   | 1925   | 1950   | 1961  | 1970   | 1987  |
| Einwohner | 42    | 64    | 58     | 70     | 84     | 48     | 45     | 49     | 32    | 34     | 43    |
| Häuser    | 7     |       |        |        | 13     | 9      | 7      | 8      | 8     |        | 10    |
| Quelle    | [ 7 ] | [ 8 ] | [ 15 ] | [ 17 ] | [ 20 ] | [ 22 ] | [ 24 ] | [ 25 ] | [ 9 ] | [ 26 ] | [ 1 ] |

## Religion
Gottfriedsreuth ist seit der Reformation evangelisch-lutherisch geprägt und bis heute nach St. Gumbertus (Schwarzenbach an der Saale) gepfarrt.